# Raketová základna u lesa Plokštinė

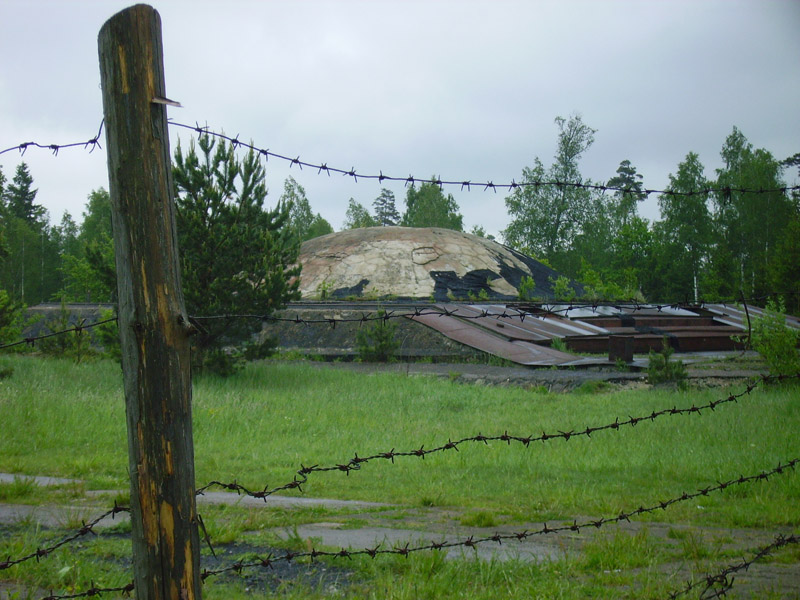
Kupole uzavírající raketové silo

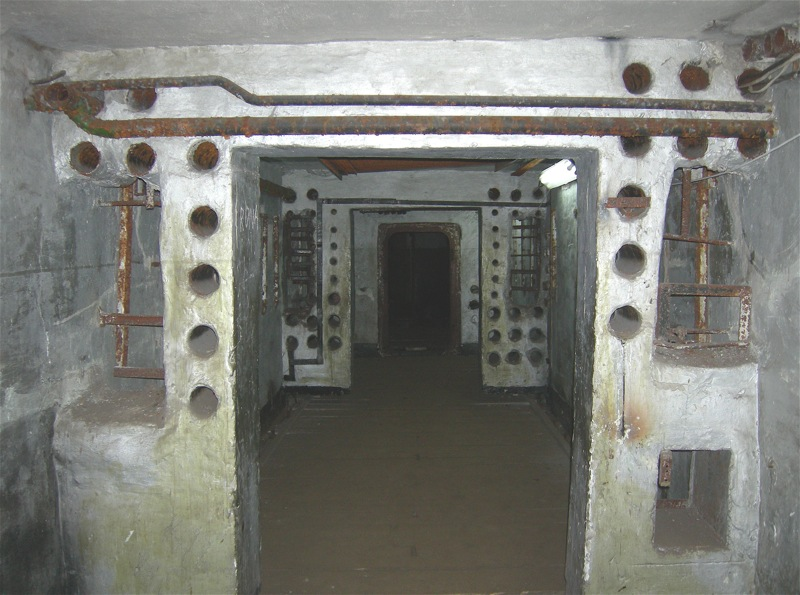
Chodba uvnitř raketové základny

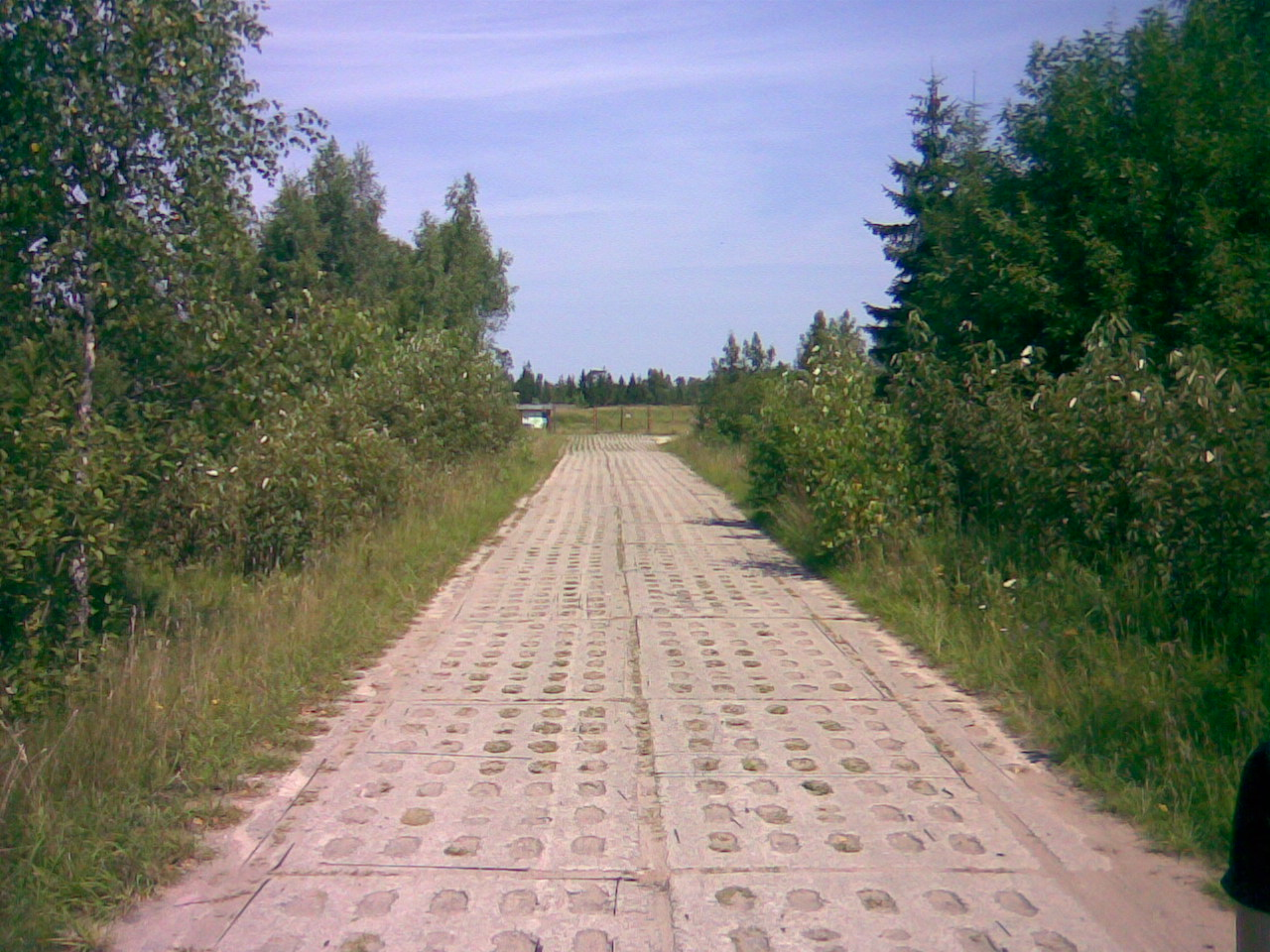
Cesta k základně

Raketová základna u lesa Plokštinė (litevsky Plokštinės raketų bazė) byla v dobách Sovětského svazu podzemní základnou připravenou k odpalování raket středního doletu. Byla postavena nedaleko vsi Plokščiai 13 kilometrů severně od Plungė, v řídce obydleném lese Plokštinė nedaleko jezera Plateliai v Žemaitsku v Litvě. Je první raketovou základnou v Sovětském svazu, podzemní základnou určenou pro balistické rakety středního doletu R-12 Dvina. V roce 2012 bylo v místě otevřeno Muzeum studené války.
Na základně nejspíše působil 79. raketový pluk, součást 29. gardové raketové divize.

## Historie

### Výstavba
V časech, kdy Spojené státy začaly budovat podzemní vojenské základny, v Sovětském svazu rozhodli o zachování vojenské převahy. Proto v září 1960 začali nedaleko vesnice Plokščiai rychle budovat podzemní vojenskou základnu, jednu z prvních v SSSR. Zvolené místo se nachází 160 metrů nad mořem a mohlo pokrýt celou Evropu včetně Turecka a jihoevropských zemí. Kromě výhodné strategické polohy, měkká půda na vybraném místě se snadno hloubila a počet obyvatel byla malý. V okolí nejsou žádná velká sídla, jen řídce roztroušené jednotlivé usedlosti, jejichž obyvatelé dostali 4,500 rublů, aby se přestěhovali.
V roce 1960 začalo více než 10 tisíc sovětských vojáků v utajení budovat dílo v Žemaitském národním parku, práce trvaly dva roky. Náklady na vybudování byly srovnatelné s náklady na postavení městského obvodu či malého města.

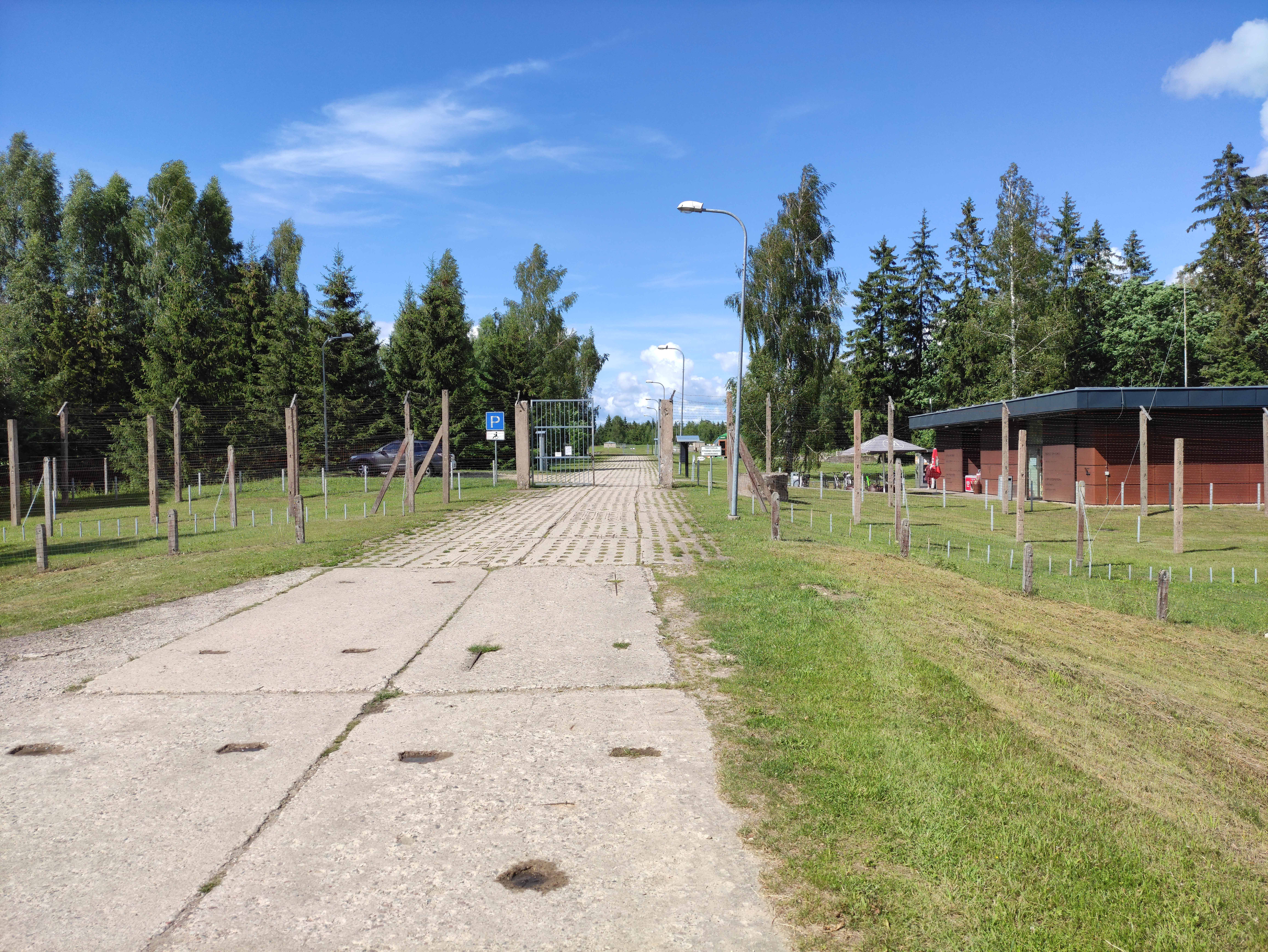
Vstup do muzea

### Služba
Základna náležela k velmi přísně střeženým sovětským vojenským tajemstvím, americká rozvědka zjistila existenci základny až v roce 1978. Plné operační způsobilosti dosáhla základna přibližně tři roky po dostavbě.
Základnu tvořila síť tunelů a zahrnovala čtyři šachty, které mají hloubku mezi 27 až 34 metry. Ty byly přikryty betonovými  kupolemi, které mohly být po vnitřních kolejnicích odsunuty za 30 minut. Základna byla zcela soběstačná po dobu patnácti dnů, hermeticky uzavřená vydržela po tři hodiny. Plot nabitý elektřinou obkružující základnu byl obvykle připojen na 220 V, s možností zvýšit napětí na  1700 V v případě vyhlášení pohotovosti. Ve službě bylo okolo 300 lidí, většinou stráží.
Na základně byla vybudována čtyři sila, ze kterých měly být odpáleny střely s nukleární hlavicí R-12 Dvina. Vážily včetně jedenapůltunové nukleární hlavice více než 40 tun. Dosah rakety byl bezmála 2.500 kilometrů. Ze základny nebyly nikdy odpáleny žádné rakety, ani testovací. Díky sovětskoamerické dohodě odpálení rakety vyžadovalo téměř současné použití dvou různých klíčů dvěma různými osobami.

### Vyřazení ze služby
Základna byla po dvanácti letech vyřazena z operační služby. Po rozpadu Sovětského svazu bylo místo opuštěno a neudržováno. Navštěvovali jej urban explorers a také utrpělo nájezdy zlodějů kovů. Po rekonstrukci v roce 2012 je na základně umístěno Muzeum studené války a jedno ze čtyř zachovalých raketových sil je zpřístupněno návštěvníkům.